# 托阿诺
托阿诺（義大利語：Toano），是意大利雷焦艾米利亚省的一个市镇。总面积67平方公里，人口4532人，人口密度67.6人/平方公里（2009年）。ISTAT代码为035041。